# Lune de miel imprévue

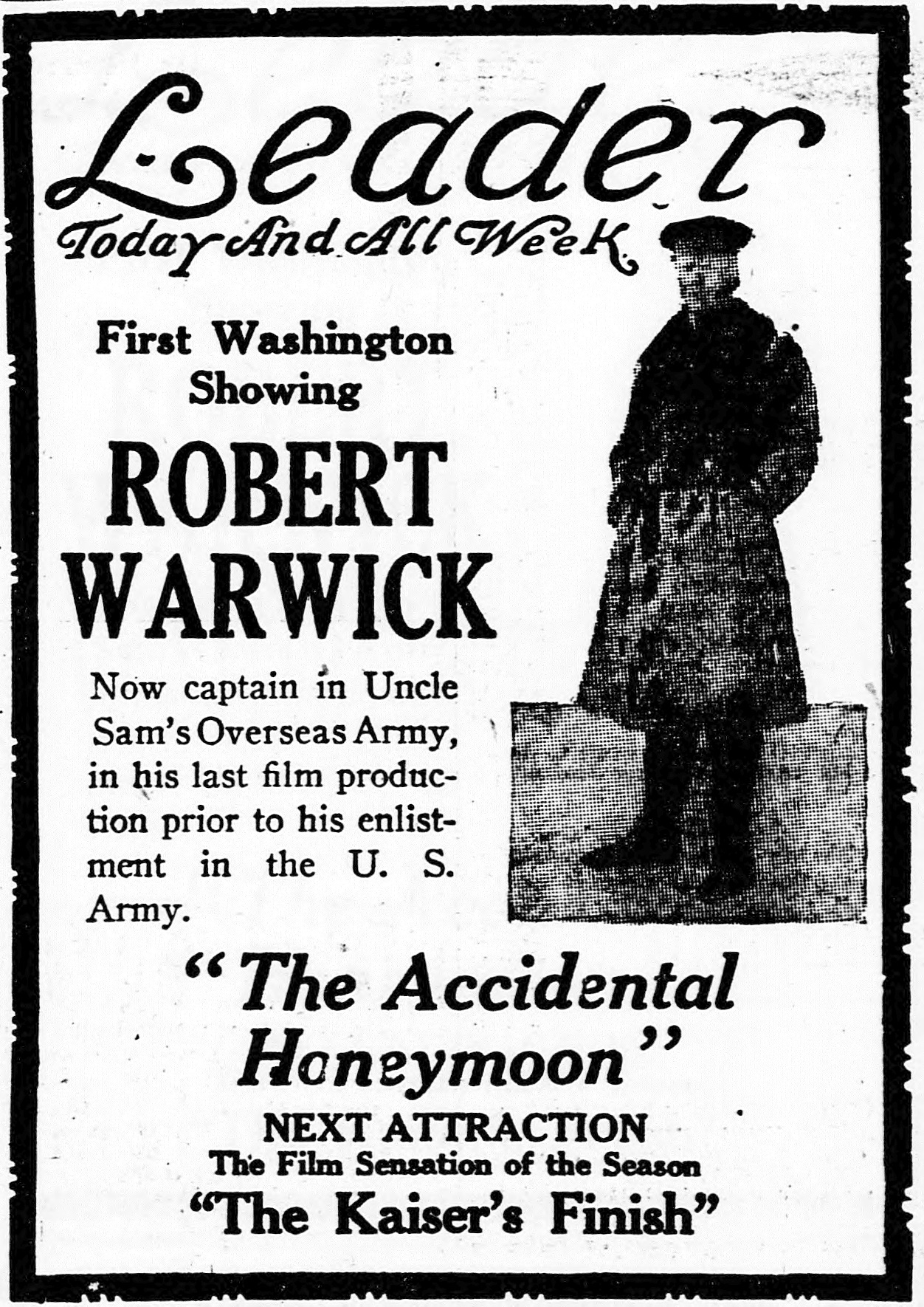
Annonce pour le film dans la presse de l'époque

Lune de miel imprévue (The Accidental Honeymoon) est un film américain réalisé par Léonce Perret et sorti en 1918.
Une copie partielle du film est préservée à la Bibliothèque du Congrès.

## Fiche technique
- Titre original : The Accidental Honeymoon
- Réalisation : Léonce Perret
- Scénario : Leonce Perret
- Intertitres : Tom Bret
- Production :  High Art Productions Harry Rapf
- Photographie : Lawrence E. Williams
- Durée : 50 minutes
- Date de sortie: 
  - États-Unis : avril 1918

## Distribution
- Robert Warwick : Robert Courtland
- Elaine Hammerstein : Kitty Grey
- Frank McGlynn Sr. : le fermier Perkins
- Blanche Craig : la mère Perkins, son épouse
- Frank Norcross : le père de Kitty
- Edward Kimball : Roland Edwards
- Jeanne Méa : la directrice du séminaire
- Emily Lorraine : une professeur
- Walter Hiers : Jimmy